# Cébazat
Cébazat é uma comuna francesa na região administrativa de Auvérnia-Ródano-Alpes, no departamento Puy-de-Dôme. Estende-se por uma área de 10,02 km². Em 2010 a comuna tinha 8 835 habitantes (densidade: 881,7 hab./km²).